# Solenergi (sång)
"Solenergi" är en sång från 1978 skriven av Pugh Rogefeldt. Den finns med på hans album Attityder (1978) och utgavs även som singel samma år.
Låten har även spelats in av Anders Berglund på albumet Stockholm Skyline (1980).

## Låtlista
Alla låtar är skrivna av Pugh Rogefeldt.
1. "Solenergi"
2. "Silverflöjten"

### Fotnoter
1. 1 2 3  ”Solenergi”. Svensk mediedatabas. http://smdb.kb.se/catalog/search?q=pugh+rogefeldt+solenergi&x=0&y=0. Läst 19 januari 2013.